# Chrysopilus flaveolus
Chrysopilus flaveolus är en tvåvingeart som först beskrevs av Johann Wilhelm Meigen 1820.  Chrysopilus flaveolus ingår i släktet Chrysopilus och familjen snäppflugor. Inga underarter finns listade i Catalogue of Life.